# Wiesław Piotrowicz
Wiesław Piotrowicz (ur. 10 października 1958 w Lublinie) – polski rugbysta, następnie międzynarodowy sędzia sportowy.
W latach 1975–1981 grał w zespole Budowlanych Lublin, kolejne dwa sezony spędził w drużynie Czarni Bytom, z którą zdobył Puchar Polski w 1982 roku. Powrócił następnie do Lublina, gdzie grał do roku 1988.
Sędziować zaczął w 1987 roku za namową Macieja Powały-Niedźwieckiego, ówczesnego czołowego polskiego arbitra, i zadebiutował w kwietniu tego roku. Po raz pierwszy samodzielnie pojedynek poprowadził w kwietniu 1989 roku w eliminacjach Ogólnopolskiej Spartakiady Młodzieży, zaś rok później zadebiutował w tej roli w rozgrywkach seniorów. We wrześniu 2013 roku po raz 250 był głównym arbitrem ligowego pojedynku, zaś jego bilans obejmował wówczas ponad 1150 pojedynków, z czego ponad 600 na środku boiska. Trzykrotnie, w latach 1997, 1998 i 2000, był wybierany sędzią roku. Od 2003 roku był wiceprzewodniczącym Kolegium Sędziów Polskiego Związku Rugby, rok później został odznaczony Honorową Złotą Odznaką PZR.
W latach 1998–2006 był sędzią międzynarodowym FIRA, czterokrotnie znajdował się w panelu arbitrów mistrzostw świata U-19 (1998, 1999, 2001, 2002), sędziował także dziesięć seniorskich pojedynków w ramach Pucharu Narodów Europy, a także mecze kobiet. Od 2007 roku był komisarzem FIRA-AER.
W latach 1996–1998 trenował dziecięce drużyny klubu Budowlanych Lublin.
Jest ojcem Wojciecha, reprezentanta Polski w rugby.